# سلمان سوینچ
سلمان سوینچ (انگلیسی: Selman Sevinç؛ زادهٔ ۱۲ آوریل ۱۹۹۵) بازیکن فوتبال اهل ترکیه است.
از باشگاه‌هایی که در آن بازی کرده‌است می‌توان به باشگاه فوتبال فنلو اشاره کرد.